# Fulladu East
Fulladu East est un district de la division de Upper River en Gambie. En 2013, sa population était de 107 442 habitants.

## Source de la traduction
- (de) Cet article est partiellement ou en totalité issu de l’article de Wikipédia en allemand intitulé « Fulladu East » (voir la liste des auteurs).